# Sil Austin
Sylvester 'Sil' Austin (Dunnellon, 17 september 1929 - 1 september 2001) was een Amerikaanse jazzsaxofonist (tenorsaxofoon). Hij speelde in de rhythm-and-blues en populaire muziek en maakte veel commercieel werk. Als invloedsbronnen noemde hij echter de saxofonisten Coleman Hawkins, Lester Young and Sonny Stitt as his major influences.

## Loopbaan
Austin begon op zijn twaalfde, als autodidact, saxofoon te spelen. In 1945 won hij een amateurwedstrijd in Saint Petersburg, Florida met een uitvoering van "Danny Boy". Dit leverde hem een platencontract op bij Mercury Records en hij verhuisde naar New York, waar hij enige tijd studeerde aan Juilliard School of Music.
Austin speelde in 1949 kort met Roy Eldridge, in 1951-1952 met Cootie Williams en in 1952-1954 met Tiny Bradshaw. Hierna richtte hij een eigen groep op, waarmee hij ging toeren. Austin nam meer dan dertig albums op voor Mercury en hij had voor het label een aantal Amerikaanse Top 40 hits met popnummers als "Danny Boy", "Slow Walk" en "My Mother's Eyes". "Slow Walk" haalde hoogste hitnotering en bereikte de 17de plaats. Austin beschreef de sound van zijn singles tegenover auteur Wayne Jancik. "Exciting horn, honking horn, gutbucket horn is what kids wanted to hear, so I made sure I played more of that. They called it rock 'n' roll. And the records sold."
Nadat Austin in de jaren zestig Mercury verlaten had, nam hij op voor enkele andere platenlabels, waaronder SSS (van Shelby Singleton). Hij maakte ook enkele platen in Japan, in de jaren zeventig. De saxofonist overleed in 2001 aan de gevolgen van prostaatkanker.

## Discografie (selectie)
- Slow Walk Rock (1957) Mercury
- Everything's Shakin' (1957) Mercury
- Battle Royal (1959) Mercury  (met saxofonist Red Prysock)
- Soft Plaintive and Moody Mercury
- Plays Pretty for the People (1961) Mercury
- Plays Pretties Melodies of the World (1964) Mercury
- Honey Sax (1969) SSS
- Sil & The Silver Screen SSS
- Sax Moods Best of Sil Austin
- Best Selection